# Otto Soyka
Otto Soyka (* 9. Mai 1881 in Wien; † 2. Dezember 1955 ebenda) war ein österreichischer Schriftsteller und Journalist.

## Leben
Soyka war der Sohn des Rechtsanwalts Dr. Heinrich Soyka (um 1847 – 26. Juni 1888) und dessen Ehefrau Marie geborene Porges (geb. Prag, 2. Oktober 1855). Die Eltern stammten aus Böhmen und waren jüdischer Konfession. Er wurde 1881 geboren, gab aber später 1882 als sein Geburtsjahr an. Nach dem Tod des Vaters kam er ins Internat. Durch die erneute Hochzeit der Mutter mit Dr. Jacob Ehrenstein († 4. November 1917 in Brünn) am 17. Februar 1895 wurden Albert und Carl Ehrenstein seine Vettern. Nach der Matura studierte er an der Technischen Hochschule in Wien Maschinenbau und nahm am Ersten Weltkrieg als Reserveoffizier teil. Am 16. Februar 1915 heiratete er die Wiener Schauspielerin Dora Angel (1889–1984), Schwester von Ernst Angel. Bereits am 24. September 1917 wurde die Ehe wieder geschieden, sie wurde später die Ehefrau von Heinrich Eduard Jacob (1889–1967). Aus dieser Verbindung stammte Soykas Tochter Hedwig Soyka, die am 21. August 1914 in Wien nicht ehelich zur Welt kam. Zusammen mit ihrer Mutter emigrierte sie in die U.S.A. und schied am 30. März 1958 in Barnstable (USA) durch Freitod aus dem Leben.
Soyka wurde in jungen Jahren durch Karl Kraus gefördert und war Mitarbeiter an dessen Fackel. Er schrieb auch für die Zeitschriften Der Sturm und Simplicissimus. Vor allem schrieb er Romane und Erzählungen. In seinen Werken verband er Elemente des Kriminal- und Detektivromans mit Erkenntnissen der Psychologie wie mit phantastischen Motiven. Hermann Bahr lobte seinen Roman Der Herr im Spiel (1910): »Ich kenne nur einen Verbrecher, der den Stil unserer Zeit hat, und der kommt bloss in einem Roman vor, in dem merkwürdigen Spielerroman des jungen Wieners Otto Soyka«.
1914 leistete sich Otto Soyka die Privatverfilmung von „Die Söhne der Macht“. Drehort war das Wiener Café Central. Dora Angel, Soykas spätere Ehefrau, mimte die weibliche Hauptrolle, Hans Flesch-Brunningen den mit Psychopharmaka ermittelnden Detektiv. Zwischen 1915 und 1918 wurde das Buch mit hochkarätiger Besetzung erneut verfilmt; der Film ist allerdings bis heute verschollen. 1933 war er Mitglied der Vereinigung sozialistischer Schriftsteller.
Nach dem Anschluss Österreichs versuchte er in die Vereinigten Staaten zu emigrieren. Albert Ehrenstein setzte sich für ihn ein, jedoch verweigerte Soykas Tochter die in den USA erforderliche Bürgschaft für ihren Vater. Stattdessen emigrierte er 1939 nach Frankreich. 1948 kehrte er nach Wien zurück, wo er 1955 vergessen und verarmt an einem Herzinfarkt starb. Seine letzte Wohnanschrift lautete Wien VI., Gumpendorfer Straße 11/7. Er ist auf dem Wiener Zentralfriedhof, Neue jüdische Abteilung, Tor IV, Grabstelle 8A-5-6, beigesetzt.
Bekannt ist Otto Soyka heute auch für seine Erwähnungen in Friedrich Torbergs Anekdotensammlung „Die Tante Jolesch“.
1975 machte Reinhard Urbach in der Neuen Zürcher Zeitung auf Soyka aufmerksam. In Folge überließ ihm die Rechtsnachfolgerin einen Teilnachlass und das Urheberrecht, das im Jahre 2026 abläuft.

## Werke

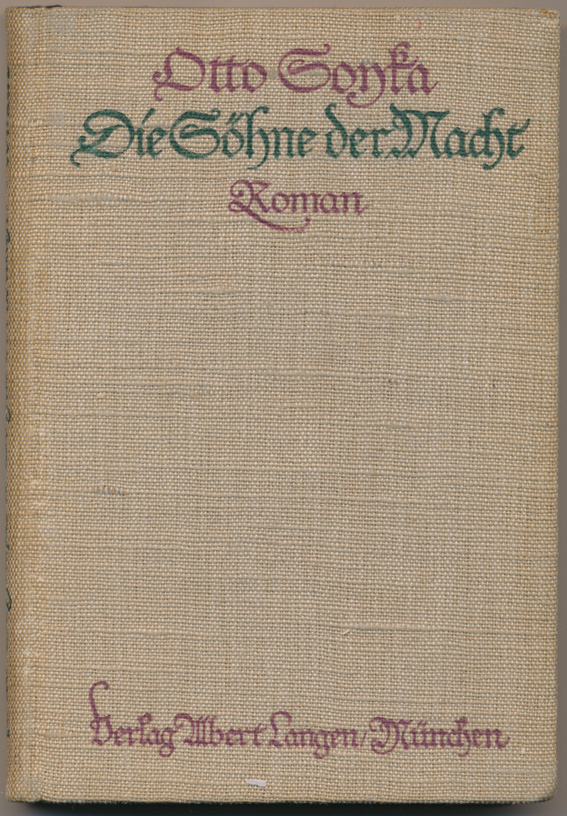
Die Söhne der Macht, Originalausgabe

- Jenseits der Sittlichkeits-Grenze. Beitrag zur Kritik der Moral (1906)
- Herr im Spiel. Roman (1910)
- Das Herbarium der Ehre. Roman (1911)
- Die Söhne der Macht. Ein Zukunfts-Detektivroman (1911) (online)
- Revanche. Komödie in 3 Akten (1911)
- Geldzauber. Komödie in 3 Akten (1912)
- Das Glück der Edith Hilge. Kriminalroman (1913)
- Die Liebesfalle (und andere Novellen) (1916)
- Der entfesselte Mensch. Roman (1919)
- Im Joch der Zeit. Roman (1919)
- Herr im zweiten Reich. Novelle (1921)
- Der Seelenschmied. Roman (1921)
- Die Traumpeitsche. Roman (1921); Neuauflage 1995 als Suhrkamp Taschenbuch, ISBN 3-518-38986-6.
- Käufer der Ehre. Roman (1922)
- Eva Morsini. Roman (1923)
- Der Geldfeind (1923)
- Das heißere Leben. Roman (1924)
- Das Experiment. Kriminalroman (1925?)
- Der Mann in der Kulisse. Roman (1926)
- Die Erfolge Philipp Sonlos. Detektiv-Grotesken (1926)
- Der Menschenfilm, Abdruck in der Tageszeitung Der Tag, Dezember 1927
- Der Tribun, Drama 1928
  - Der Tribun. (Vierter Akt eines Mirabeau-Dramas). In: Die Wage, Neue Folge Jg. 3 (Jg. 25), Nr. 36, 30. September 1922, S. 567–574.
- Der Schachspieler Jörre. Erzählung (1930)
- Zusammen mit O. F. Scheuer: Das Gefühl. Eine sexualpsychologische und physiologische Darstellung der Rolle und Bedeutung des Tastsinnes für das Triebleben des Menschen (1930)
- Der Seelenschmied (1931)
- Du sollst nicht vergessen. Fortsetzungsroman, Radio Wien, November–Dezember 1932, online
- Bob Kreit sieht alles voraus. Kriminalroman (1931);
  - 1947 neu als: Bob denkt an alles, Kriminalroman (1947) (online)
  - 1952 portugiesisch
- Fünf Gramm Liebeszauber. Roman (1931)
- Hans Zellorin ist dagegen. Kriminalroman (1934)
- Das Geheimnis der Akte K. Roman (1934)
- Tausend Schilling. Erzählung, Wiener Bilder, 11. März 1934 online
- Der Detektiv des Königs. Roman (1935)
- Der Edelsteinsucher. Detektiv-Roman (1936)
- Tausend Mark. Erzählung, Die Muskete, 24. Juni 1937 online
- Der Junge und die Filmdiva, Erzählung, Die Muskete, 4. November 1937 online

## Wichtige Aufsätze
- Autobiographische Skizze. In: Das literarische Echo, Bd. 21 (1919), Sp. 1224–1226. online
- Begegnung mit Karl Kraus. In: Die Schau, 1. Jg., Nr. 19/20 (Wien 1953); S. 9–10 und 21.
- Erinnerung ans Café Central (Begegnung mit Karl Kraus). In: Lynkeus. Dichtung – Kunst – Kritik (Wiener Festwochen 1981) Nr. 16/17 (Wien: Mai/Juni 1981), hrsg. von Hermann Hakel; S. 42–53.

## Unveröffentlichtes
- Im Nachlass der Schriftstellerin Gina Kaus (1893–1985) in der Deutschen Nationalbibliothek (Deutsches Exilarchiv 1933–1945 – EB 96/82), in Frankfurt am Main, befindet sich ein 199 Seiten umfassendes Typoskript Soykas aus dem Jahr 1920 mit dem Titel Unfrei. Eine Geschichte der Jahre, das eine subjektive Schilderung Soykas von dessen Ehefrau Dora Angel-Soyka enthält, die teilweise ehrverletzend sein soll. Gina Kaus hatte ein kurzzeitiges Verhältnis mit Soyka, worüber sie in ihren Erinnerungen Und was für ein Leben ... mit Liebe und Literatur, Theater und Film (Hamburg 1979) schrieb: „Ich hatte einen Geliebten, den ich nicht liebte. Otto Soyka war ein mittelmäßiger Schriftsteller, der heute vergessen ist“ (S. 6). Soyka selbst soll über die Trennung nur schwer hinweggekommen sein.
- Unter dem Titel Einer floh vor Hitler schrieb Soyka die Erinnerungen an seine Flucht über Italien nach Frankreich und sein dortiges Exilantendasein in Paris, Nizza und Marseille nieder. Das Manuskript ist bis heute verschollen.

## Nachlass
- Ein Großteil des Nachlasses ging nach Soykas Tod verloren. Ein Teilnachlass befindet sich im Privatbesitz des Nachlassverwalters von Otto Soyka, Reinhard Urbach, in Wien. Sammlungen ergeben sich zum Teil aus den Nachlässen von Heinrich Eduard Jacob im Deutschen Literaturarchiv in Marbach am Neckar und Ernst Angel in der Wienbibliothek im Rathaus sowie in denen der Brüder Albert Ehrenstein und Carl Ehrenstein in The National Library of Israel,  Archives Department, in Jerusalem. Die Korrespondenz zwischen Soyka und Gina Kaus befindet sich im Nachlass von Kaus im „Deutschen Exilarchiv 1933–1945“ der Deutschen Nationalbibliothek in Frankfurt am Main.